# Udo Lattek
Udo Lattek (Bosemb, Prusia Oriental, 16 de enero de 1935 - Colonia, 31 de enero de 2015) fue un entrenador de fútbol, en su momento el más laureado y prestigioso de la historia del fútbol alemán, y con uno de los currículos más impresionantes del fútbol europeo: al mando de equipos como el Bayern de Múnich, el Fútbol Club Barcelona o el Borussia Mönchengladbach entre otros, logró conquistar una Copa de Europa, una Recopa de Europa, una Copa de la UEFA, una Copa de la Liga, ocho Ligas y tres Copas de la República Federal de Alemania.

## Palmarés

### Como entrenador

#### Campeonatos nacionales
| Título           | Club                     | País     | Año     |
| ---------------- | ------------------------ | -------- | ------- |
| Copa de Alemania | Bayern Múnich            | Alemania | 1970-71 |
| Bundesliga       | Bayern Múnich            | Alemania | 1971-72 |
| Bundesliga       | Bayern Múnich            | Alemania | 1972-73 |
| Bundesliga       | Bayern Múnich            | Alemania | 1973-74 |
| Bundesliga       | Borussia Mönchengladbach | Alemania | 1975-76 |
| Bundesliga       | Borussia Mönchengladbach | Alemania | 1976-77 |
| Copa de Alemania | Bayern Múnich            | Alemania | 1983-84 |
| Bundesliga       | Bayern Múnich            | Alemania | 1984-85 |
| Bundesliga       | Bayern Múnich            | Alemania | 1985-86 |
| Copa de Alemania | Bayern Múnich            | Alemania | 1985-86 |
| Bundesliga       | Bayern Múnich            | Alemania | 1986-87 |

#### Campeonatos internacionales
| Título           | Club                     | Lugar      | Año     |
| ---------------- | ------------------------ | ---------- | ------- |
| Copa de Europa   | Bayern Múncih            | Bruselas   | 1973-74 |
| Copa de la UEFA  | Borussia Mönchengladbach | Düsseldorf | 1978-79 |
| Recopa de Europa | Barcelona                | Barcelona  | 1981-82 |